# Meditação

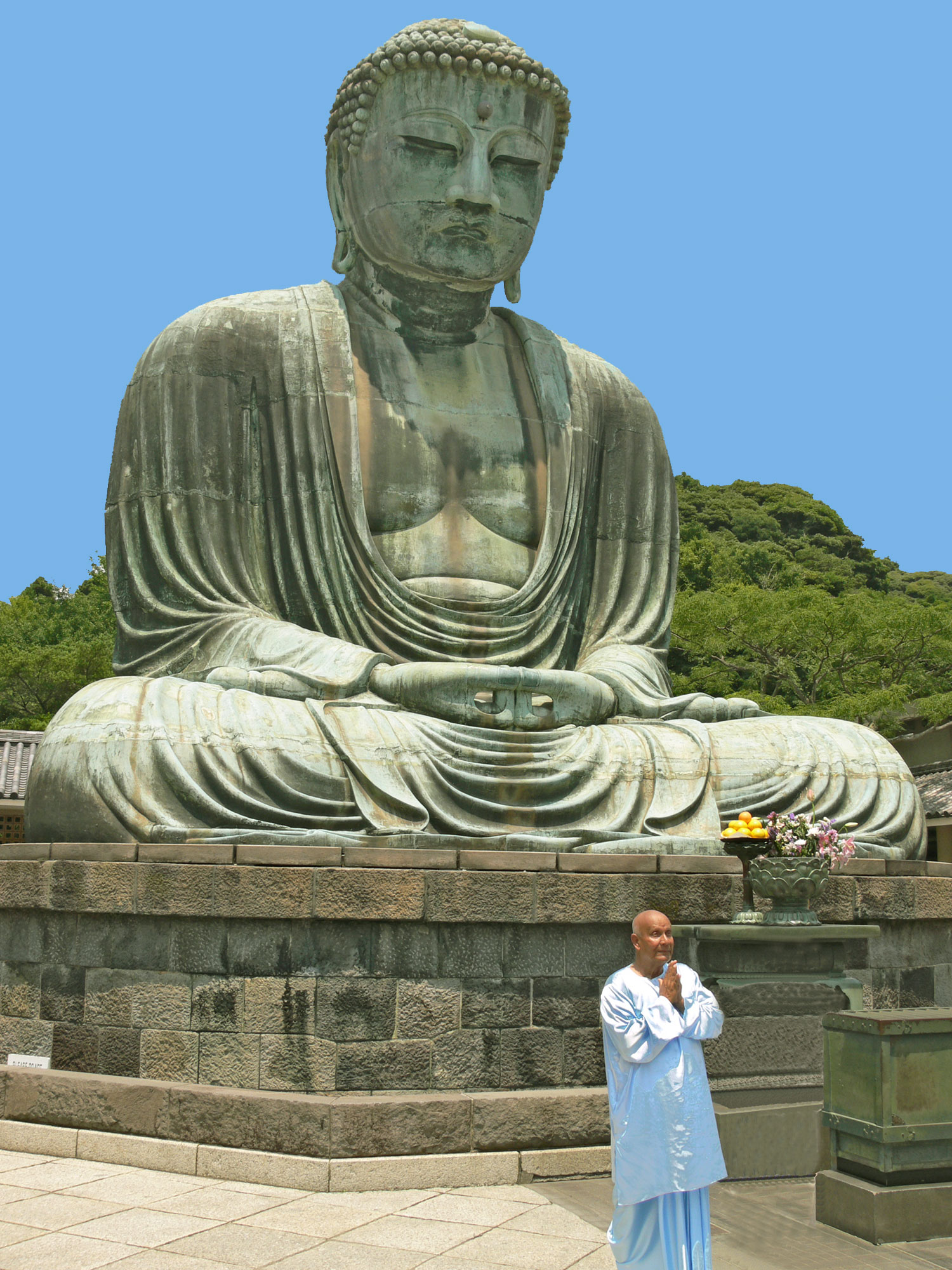
Estátua do Buda em Kamakura, Japão, sentado e com os olhos entreabertos em meditação

A meditação pode ser definida como uma prática na qual o indivíduo utiliza técnicas para focar sua mente num objeto, pensamento ou atividade em particular, visando alcançar um estado de clareza mental e emocional. Sua origem é muito antiga, remontando as tradições orientais, especialmente a ioga, mas o termo também se refere a práticas adotadas por alguns caminhos espirituais ou religiões, como o budismo e cristianismo, entre outras. Textos orientais consideram a meditação como instrumento que leva em direção à libertação.

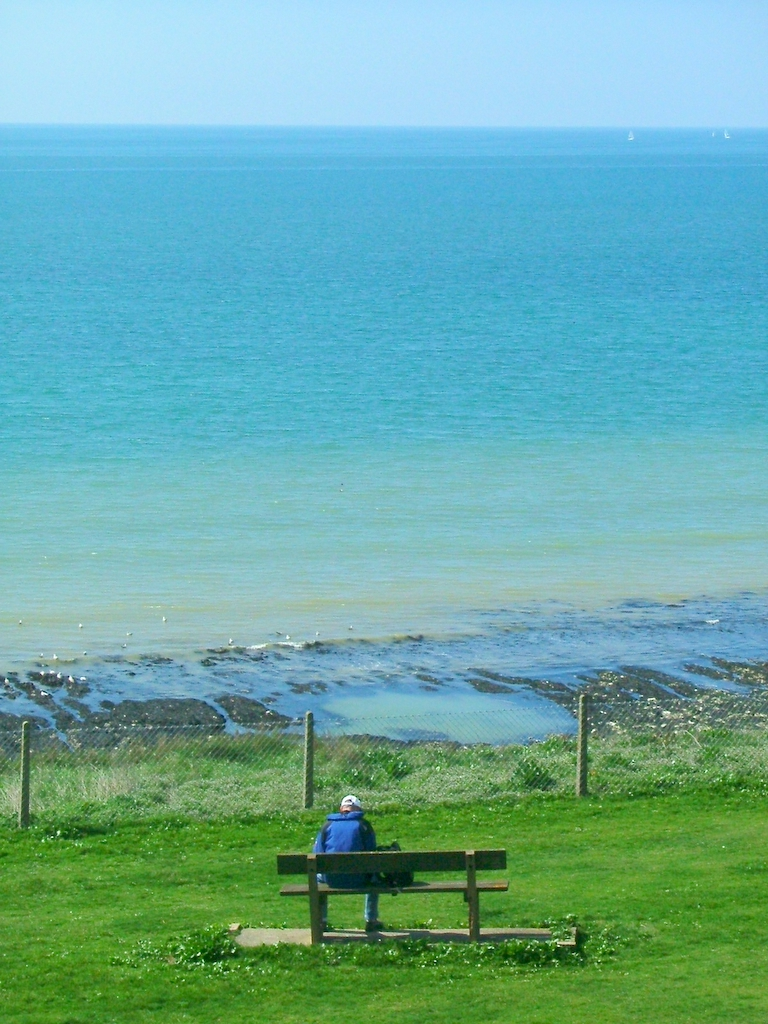
Meditando na natureza

## Etimologia
O termo em páli utilizado para referir-se a meditação é bhavana, que significa "cultivo". O termo meditação foi utilizado como palavra para traduzir práticas espirituais orientais, referidas pelo termo dhyana no budismo e hinduísmo. Estudiosos notaram que o termo "meditação" no uso contemporâneo é paralelo ao significado do termo "contemplação" no cristianismo.

## História
Os Vedas hinduístas estão entre as primeiras referências escritas sobre meditação. Outras formas surgiram associadas ao confucianismo e taoísmo na China, assim como no hinduísmo, jainismo e budismo no Nepal e Índia. No terceiro século depois de Cristo, Plotino havia estabelecido técnicas para a meditação. No ocidente, mesmo 20 anos a.C., dentro do Império Romano, Fílon de Alexandria nomeou práticas espirituais que envolviam atenção e concentração. Já no século XII, o sufismo utilizava de palavras sagradas e métodos específicos para meditação, como o controle da respiração. A existência de interação com indianos, nepaleses ou sufis pode ser uma indicação da abordagem cristã ortodoxa ao hesicasmo, desenvolvida principalmente na Grécia entre os séculos X e XIV, mas não foram encontradas provas concretas.
A meditação cristã praticada desde o século sexto foi definida pelo monge Guigo II no século XII com os termos "leitura, reflexão, oração e contemplação" e teve seu desenvolvimento continuado no século XVI em diante por Inácio de Loyola e Teresa de Ávila.

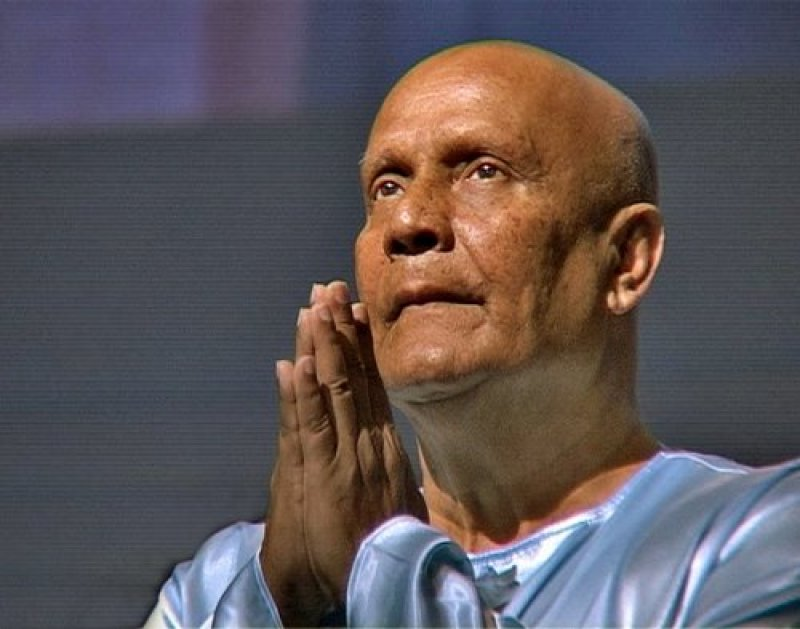
Sri Chinmoy na meditação de abertura do Parlamento Mundial de Religiões em Barcelona, 2004

## Definição
A definição de meditação pode variar de acordo com o contexto em que se encontra, variando de qual religião tem origem ou se é usada de maneira secular. Em meio acadêmico, a meditação já chegou a ser dividida em dois tipos de abordagem. A "atenção focada" compreende a concentração voluntária num objeto, respiração, imagem ou palavras. O outro tipo, o "monitoramento aberto", envolve uma observação não-reativa do conteúdo da experiência que ocorre num dado momento.
Algumas definições do que é meditação estão relacionadas a uma prática ou técnica, outras vezes estão relacionadas a uma explicação de um estado de consciência ou simplesmente são usadas como um verbo.
Algumas distintas definições que normalmente são usadas para meditação são:
- prática de focar a mente em um único objeto (por exemplo: em uma estátua religiosa, na própria respiração, em um mantra);[21]
- uma abertura mental para o divino, objetivando a orientação de um poder mais alto;
- um estado de silêncio que é vivenciado quando a mente se torna vazia e sem pensamentos;[21]
- contemplação da realidade e seus aspectos (como a impermanência, por exemplo);
- atingir estados superiores de consciência e inconsciência;
- desenvolvimento de uma determinada qualidade mental, como energia, concentração, plena atenção, bondade etc.;[22][23]
- pensamento sustentado e aplicado em um tema (como na meditação cristã).

Ainda que algumas definições da palavra 'meditação' usadas por diferentes religiões sejam bem diferentes e até mesmo contraditórias, é ponto comum que apontem para uma realidade interior e o desenvolvimento/compreensão desta realidade. A compreensão de o que é a meditação deve ser feita sempre dentro do contexto em que é apresentada, da religião ou da escola que a apresenta, caso contrário as distintas explicações podem se tornar contraditórias. 

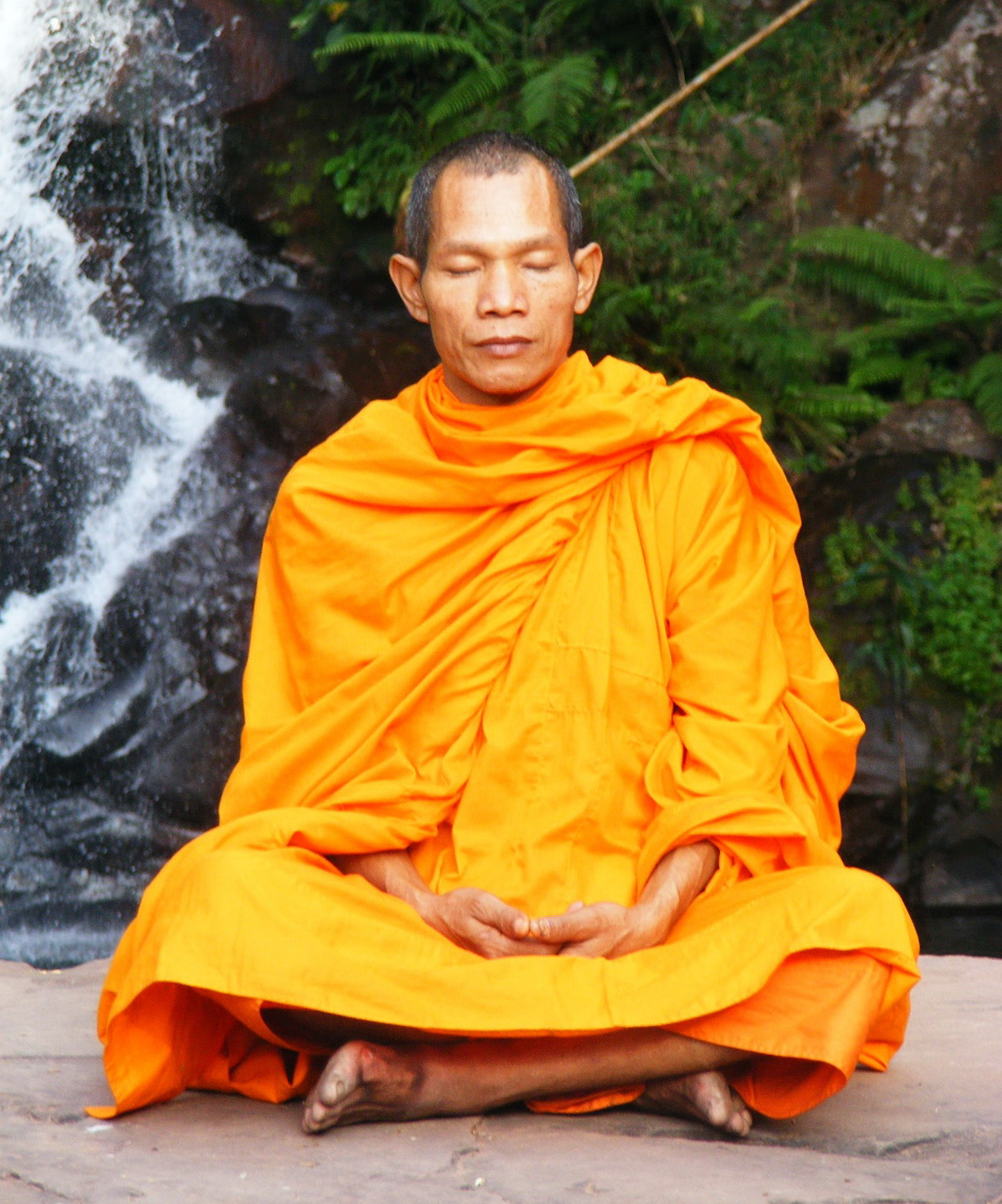
Ábade do templo Watkungtaphao sentado de pernas cruzadas e mãos sobrepostas no colo.

## Objetivos
A meditação pode ser praticada por diversos motivos: desde a simples concentração dos pensamentos, até a busca pelo nirvana. Desde tempos antigos, as tradições orientais consideram a meditação como um passo em direção à libertação. Há praticantes da meditação que relataram melhora na concentração, consciência, autodisciplina e equanimidade. Segundo dicionários modernos, a meditação é vista como uma prática onde o indivíduo utiliza técnicas para focar sua mente num objeto, pensamento ou atividade em particular, visando alcançar um estado de clareza mental e emocional. 

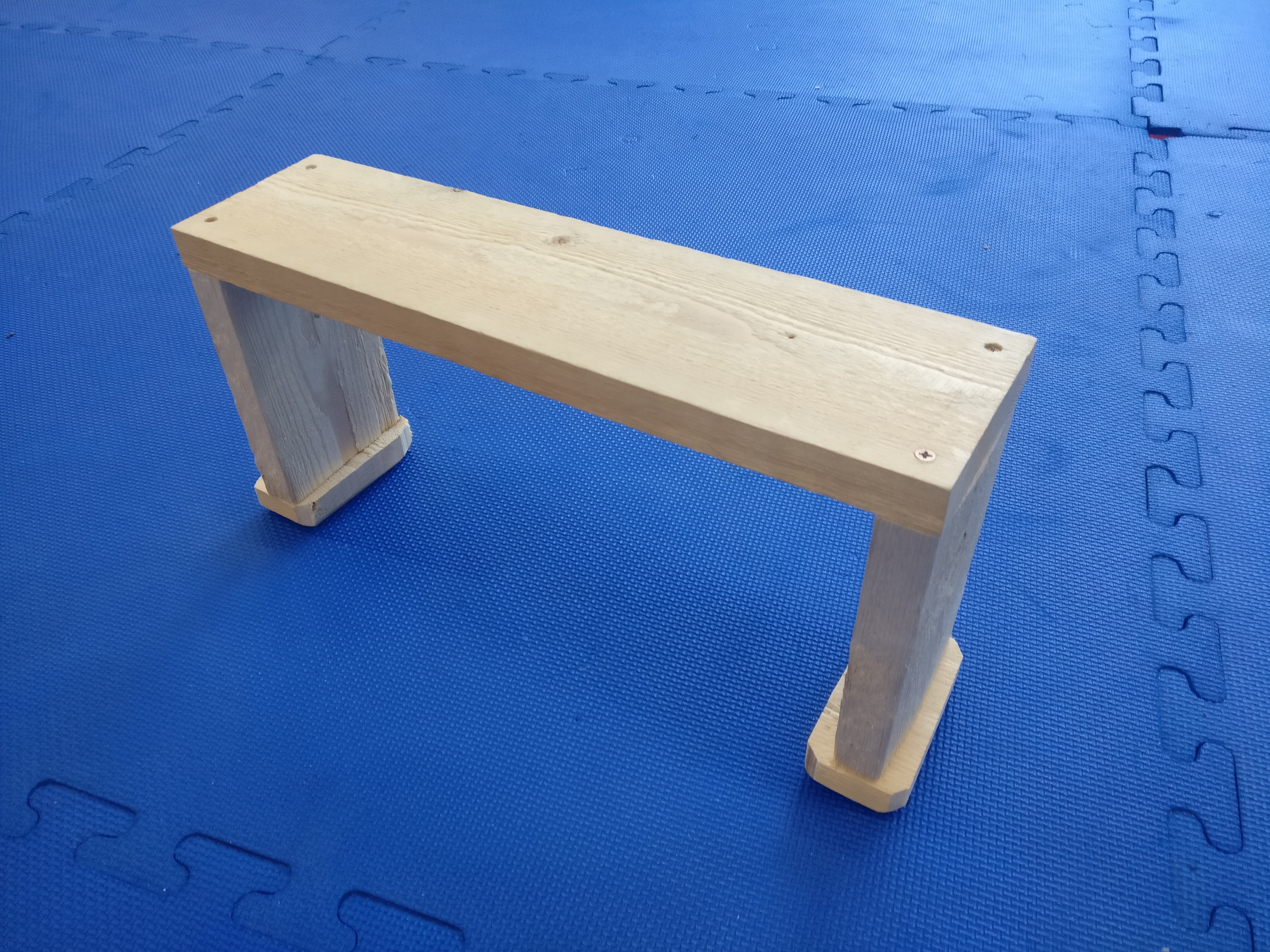
Um banco especial para facililtar sentar-se em seiza (ajoelhado).

## Prática
A prática de meditação pode ter inúmeras variantes quanto à postura do corpo, objeto de meditação.

### Postura
A meditação pode ser realizada sentado, em pé ou andando, variando pelo contexto onde é ensinada. A posição sentada é adotada normalmente por ser considerada a mais fácil, onde o corpo se encontra em repouso mas ainda alerta. A famosa posição de lótus se difundiu muito como sinônimo de meditação por ser usada no ioga como uma posição ideal de meditação, onde mantém o corpo estável, mas pode ser difícil de alcançar e não é recomendada caso traga desconforto ou distraia o praticante do objeto da sua prática ou técnica. Inúmeras posições de meditação podem ser usadas como de pernas cruzadas, de joelhos (seiza), meio-lótus (com uma perna em cima da outra), birmanesa, etc. Na tradição budista é comum se encontrar a prática da meditação andando, que é vista como uma postura onde se desenvolve concentração em movimento, energia para a mente e vitalidade para o corpo.

### Métodos
Em linhas gerais, pode-se descrever dois grupos de técnicas de meditação. A "atenção focada" compreende a concentração voluntária num objeto, respiração, imagem ou palavras. O outro tipo, o "monitoramento aberto", envolve uma observação não-reativa do conteúdo da experiência que ocorre num dado momento.

### Duração
Normalmente, não há um tempo mínimo preestabelecido. Pode-se iniciar com um período de poucos minutos e, conforme se aperfeiçoa, esse tempo pode aumentar até para horas, dias, ou em casos excepcionais, até 21 dias (o samadhi). É importante ressaltar que a frequência da prática também influencia muito os resultados.

### Aprendizado
Nas tradições espirituais ou religiosas de meditação, o professor realizado é aquele que consegue ensinar o aprendiz em silêncio, através da sua própria consciência interior ou pelo olhar silencioso (iniciação). Ele não precisa explicar exteriormente como meditar ou ensinar uma técnica específica.

## Meditação e saúde
Historicamente, a meditação foi sempre usada e associada à prática espiritual e de autodescobrimento. No entanto, desde 1970, a psicologia e psiquiatria desenvolveram técnicas de meditação para diversos distúrbios psicológicos. Práticas de "monitoramento aberto" (vide 'definição' acima) são utilizadas na psicologia para reduzir problemas mentais e físicos, bem como dependência química. A evidência é insuficiente sobre o efeito da meditação no humor, atenção, alimentação, sono ou peso corporal.
Práticas de meditação também são associadas à redução de estresse físico e mental, bem como à diminuição dos sintomas do transtorno generalizado de ansiedade, depressão e dor.

## Efeitos
A investigação sobre os processos e efeitos da meditação é um subcampo da investigação neurológica. Técnicas científicas modernas, como ressonância magnética funcional e eletroencefalografia, foram utilizadas para observar respostas neurológicas durante a meditação. Foram levantadas preocupações sobre a qualidade da investigação sobre meditação, incluindo as características particulares dos indivíduos que tendem a participar.
A meditação reduz a frequência cardíaca, o consumo de oxigénio, a frequência respiratória, as hormonas do stresse, os níveis de lactato e a atividade do sistema nervoso simpático (associada à resposta de lutar ou fugir), juntamente com um declínio modesto na pressão arterial. No entanto, descobriu-se que aqueles que meditaram por dois ou três anos já tinham pressão arterial baixa. Durante a meditação, a diminuição do consumo de oxigénio é em média de 10 a 20 por cento durante os primeiros três minutos. Durante o sono, por exemplo, o consumo de oxigénio diminui cerca de 8% em quatro ou cinco horas. Para meditadores que praticam há anos, a frequência respiratória pode cair para três ou quatro respirações por minuto e “as ondas cerebrais diminuem do beta usual (observado na atividade de vigília) ou alfa (observado no relaxamento normal) para ondas delta e teta muito mais lentas”.
Estudos demonstram que a meditação tem um efeito moderado na redução da dor. Não há evidências suficientes de qualquer efeito da meditação sobre o humor positivo, a atenção, os hábitos alimentares, o sono ou o peso corporal.

Luberto er all (2017), numa revisão sistemática e meta-análise dos efeitos da meditação na empatia, na compaixão e nos comportamentos pró-sociais, descobriu que as práticas de meditação tiveram efeitos pequenos a médios nos resultados auto-relatados e observáveis, concluindo que tais práticas podem "melhorar emoções e comportamentos pró-sociais positivos". No entanto, uma meta-revisão publicada na Scientific Reports mostrou que a evidência é muito fraca e "que os efeitos da meditação sobre a compaixão só foram significativos quando comparados com grupos de controlo passivo, sugerindo que outras formas de intervenções ativas (como assistir a um vídeo da natureza) pode produzir resultados semelhantes aos da meditação".

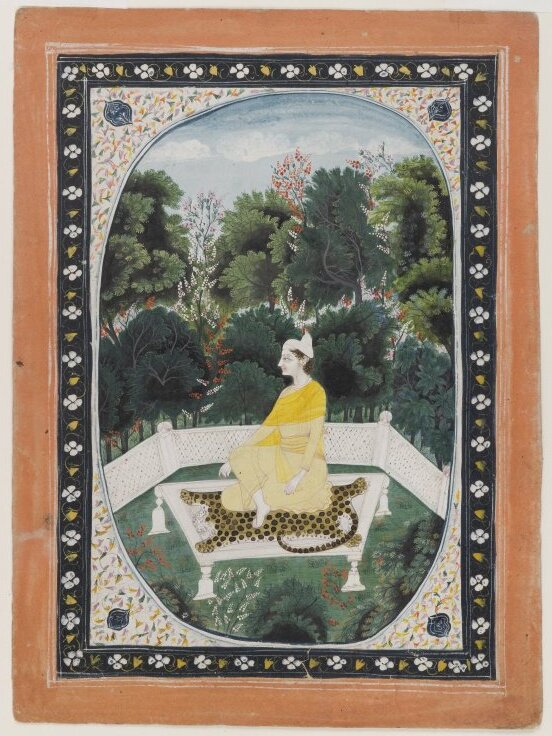
Pintura oriental de uma pessoa meditando no jardim.